# Mladi Muslimani
Mladi Muslimani (bosnisch für Junge Muslime) war der Name einer muslimischen Vereinigung in Bosnien, die sich ab 1939 zusammenfand und in der Folgezeit für den Erhalt der bosniakischen Identität im Vielvölkerstaat Jugoslawien kämpfte. Nach heftigen Verfolgungen durch die Regierung in den Jahren zwischen 1946 und 1948/1949 konnte die Gruppe lange nur im Verborgenen agieren. Eine Phase der stärkeren Aktivität wurde durch einen erneuten Großprozess im Jahr 1983 beendet. Erst nach dem Zerfall Jugoslawiens wurde die Vereinigung 1991/1992 erneut begründet.

## Entstehung und Ziele
Die Gruppe entstand in Sarajevo durch den Zusammenschluss von Gymnasialschülern der Stadt, muslimischen Studenten der Universität Belgrad und jungen Akademikern, die die Säkularisierungspolitik in Jugoslawien ablehnten und die muslimisch geprägte kulturelle Identität der Bosniaken bewahren wollten. Die Mladi Muslimani verstanden sich dabei dezidiert nicht als neue religiöse Richtung oder Sekte, sondern als Organisation zur Förderung des Islam in der Gesellschaft und besonders im Bildungsbereich. Anfangs handelte es sich lediglich um einen inoffiziellen Kreis von Gleichgesinnten; erst auf einer Versammlung im März 1941 konstituierte sich die Gruppe offiziell als Verein, dessen Vorsitzender Tarik Muftić wurde. Ein mögliches Vorbild bei der Entstehung der Vereinigung war die Organisation der Esubani Muslimini („Junge Muslime“) in Ägypten, wo einige der in Bosnien federführend Beteiligten zuvor Theologie studiert hatten. Das 1939 vereinbarte Sporazum, das den Kroaten nach längeren Konflikten mit der Zentralregierung eine größere Autonomie innerhalb Jugoslawiens zugestand, könnte ebenfalls als Ansporn gedient haben, auch den Bosniaken eine stärkere Position in dem Staatengebilde zu verschaffen.
Die Ziele der Mladi Muslimani erstreckten sich auf die – kulturelle und geistige wie auch materielle – Förderung der muslimischen Bevölkerung Bosniens, die stärkere Verankerung des Islam in der Gesellschaft sowie die Erziehung der Jugend im Sinne ihrer Ideale. Da sie den Islam als umfassendes, das gesamte Leben einschließendes Konzept ansahen, war es nur folgerichtig, dass neben den religiösen Zielen im engeren Sinne auch eine allgemeine Förderung der bosniakischen Gesellschaft verfolgt wurde.
Während die beiden anderen großen Bevölkerungsgruppen in Bosnien (Kroaten und Serben) in jeweils einer benachbarten Teilrepublik Jugoslawiens eine „Landeskirche“ hatten, der sie sich zugehörig fühlen konnten (Römisch-katholische Kirche im Fall der Kroaten, Serbisch-Orthodoxe Kirche bei den Serben), existierte eine solche Bindung bei den Muslimen nicht. Daher waren viele von ihnen und gerade auch die Mladi Muslimani panislamistisch ausgerichtet und maßen dem Konzept Volk keine große Bedeutung bei.

## Aktivitäten und Verfolgungen in den 1940er Jahren
Die Gründung der Jungen Muslime fiel in eine sehr bewegte Phase der Geschichte Jugoslawiens. 1941 besetzten die Achsenmächte Deutschland und Italien im Rahmen des Zweiten Weltkriegs das Königreich Jugoslawien und spalteten es auf. Mit der Errichtung des faschistisch regierten Unabhängigen Staats Kroatien wurden die Mladi Muslimani wie alle nicht verbotenen Jugendorganisationen in die staatliche Ustascha-Jugend (Ustaška mladež) eingegliedert. Allerdings war ihr Verhältnis zum faschistischen Regime eher distanziert, so standen die Mladi Muslimani nicht in der Gunst der Regierung und beteiligten sich umgekehrt kaum an deren politisch-militärischen Organisationen wie den Ustascha und der kroatischen SS-Division „Handschar“. Infolgedessen waren die Aktivitäten des Verbandes in diesen Jahren stark reduziert und beschränkten sich weitgehend auf inoffizielle Kontakte untereinander und vereinzelte religiöse oder wohltätige Aktivitäten.
Trotz dieser schwierigen Anfänge wurden die Mladi Muslimani nach dem Ende der faschistischen Herrschaft und der Gründung der Sozialistischen Föderativen Republik Jugoslawien verdächtigt, mit den vormaligen Machthabern kooperiert zu haben. Auch ihre islamische Grundausrichtung stand im Widerspruch zu den verstärkten Säkularisierungsbemühungen der Regierung Titos. Daher wurden bereits im Jahr 1946 führende Mitglieder (darunter der spätere bosnisch-herzegowinische Präsident Alija Izetbegović) verhaftet. Die Jungen Muslime mussten sich daraufhin zu einer Geheimorganisation umstrukturieren, die in etwa 30 Orten des Landes sowie in Zagreb Mitgliederzellen unterhielt, von denen diejenigen in Mostar und Zagreb die aktivsten wurden. Trotzdem hielt die Verfolgung durch den jugoslawischen Staatssicherheitsdienst (Uprava državne bezbednosti) an und führte 1948 und insbesondere 1949 zu einer weiteren Verhaftungswelle, die mehrere tausend Mitglieder erfasste. Insgesamt wurden in den späten 1940ern fünf Angehörige der Mladi Muslimani zum Tode verurteilt (Mustafa Busuladžić, Hasan Biber, Halid Kajtaz, Nusret Fazlibegović und Omer Stupac), viele weitere erhielten lange Zuchthausstrafen.

## Entwicklung ab 1970
Die Mitglieder der Mladi Muslimani blieben nach ihren jeweiligen Haftentlassungen untereinander in Kontakt, organisierten jedoch vorerst keine gemeinsamen Aktivitäten mehr. Erst mit den Tendenzen zur Liberalisierung Jugoslawiens in den 1970er Jahren kam es zu einem Wiederaufleben der Bewegung. Eine wichtige Rolle in diesem Zusammenhang spielte Husein Đozo, der 1970 die Zeitschrift Preporod („Wiedergeburt“) begründete und darin unter anderem Texte von Mitgliedern der Mladi Muslimani publizierte. Ebenfalls im Jahr 1970 publizierte Alija Izetbegović in Zusammenarbeit mit anderen Jungmuslimen sowie im Kontakt mit den Muslimbrüdern des Nahen Ostens die Islamska deklaracija („Islamische Deklaration“). Sie verbreitete sich anfangs vor allem in den islamischen Ländern des Vorderen Orients; in Jugoslawien blieb sie weitgehend unbekannt und wurde dort auch erst 1972 in der ʿUlamā'-Zeitschrift Takvim („Kalender“) in Auszügen veröffentlicht. Dieser Text machte Izetbegović zu einem wichtigen Vordenker der Mladi Muslimani, führte aber auch dazu, dass ihm von staatlicher Seite antikommunistische und nationalistische Motive vorgeworfen wurden. Der Schwerpunkt der Deklaration lag auf der schleppenden religiösen Entwicklung des Islam und den Repressionen, denen er in der Sowjetunion ebenso wie in der westlichen Welt ausgesetzt war. Als ein Lösungsweg für die Probleme der Zeit wurde eine Erneuerung der islamischen Gesellschaftsordnung als Alternative zu Kapitalismus und Sozialismus vorgeschlagen, ohne dass aber ein direkter Bezug zur jugoslawischen Politik hergestellt wurde. Ab 1978 bildete sich eine Austauschplattform der Mladi Muslimani in der Tabački-Moschee in Sarajevo unter der Leitung von deren Imam Hasan Čengić, bis die Verantwortlichen der islamischen Glaubensgemeinschaft den Diskussionskreis 1982 untersagten, um ihre Beziehungen zur jugoslawischen Staatsführung nicht zu gefährden.

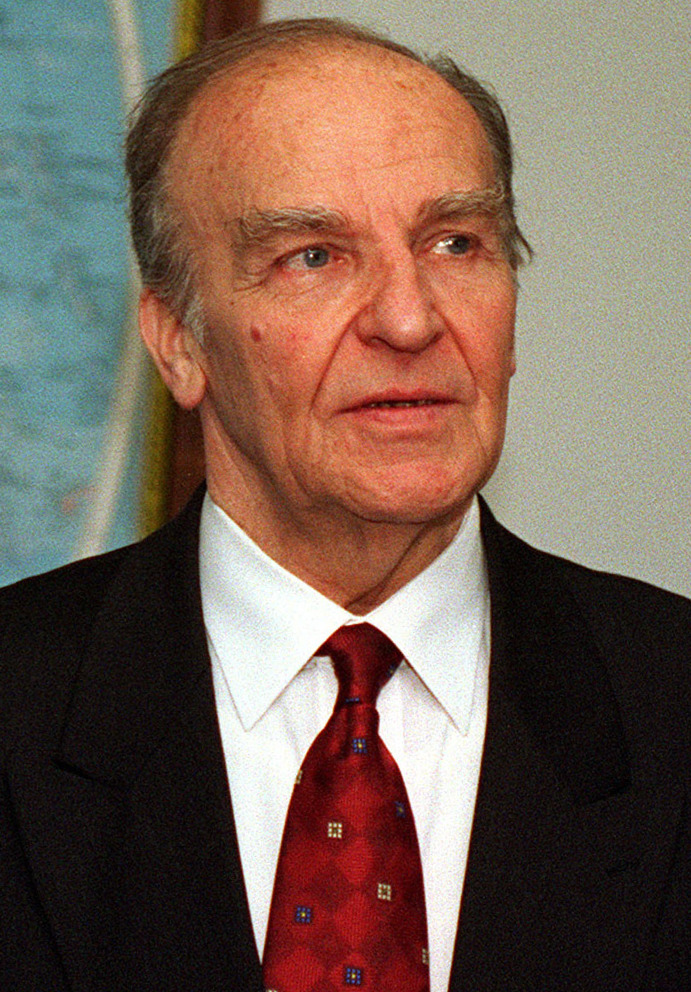
Alija Izetbegović im Jahr 1997

Im Folgejahr, 1983, reisten Hasan Čengić und vier Mitglieder der Jungen Muslime (Edhem Bičakcić, Omer Behmen, Ismet Kasumagić und Husein Živalj) nach Teheran zu einer Konferenz, auf der die Spaltung zwischen Schiiten und Sunniten diskutiert wurde. Dies nutzte die jugoslawische Regierung als Anlass, den Mladi Muslimani erneut islamischen Nationalismus, Fundamentalismus und konterrevolutionäre Propaganda vorzuwerfen und 13 ihrer Angehörigen im „Prozess von Sarajevo“ (18. Juli bis 19. August 1983) vor Gericht zu stellen. Die Angeklagten wurden zu Gefängnisstrafen verurteilt, darunter Omar Behmen zu 15 Jahren, Alija Izetbegović zu 14 Jahren, Hasan Čengić zu zehn Jahren, Edhem Bičakcić zu sieben Jahren und Husein Živalj zu sechs Jahren. Die Forschung ist zu dem Ergebnis gekommen, dass es sich – wie bereits 1946 und 1949 – um einen Schauprozess handelte, der zur öffentlichen Abschreckung potenzieller Dissidenten in Bosnien-Herzegowina dienen und eine angebliche Bedrohung des Staates durch den Islam nachweisen sollte. Daher waren die Anklagepunkte nach politischen Gesichtspunkten konstruiert und die Verhandlungen wurden durch eine einseitige Pressekampagne im Sinne der Ankläger begleitet. Allerdings wurden die Verfahren kurze Zeit später durch den obersten Gerichtshof von Bosnien-Herzegowina (1984) und den Belgrader Bundesgerichtshof (1985) wieder aufgerollt und einige der Anklagepunkte fallengelassen, woraufhin auch die Haftstrafen verkürzt wurden.
Nach dem Zusammenbruch des sozialistischen Jugoslawien gründeten die noch lebenden Mitglieder der Mladi Muslimani die Vereinigung offiziell neu. Sie entwickelten in der Folgezeit erheblichen Einfluss auf die politische Landschaft des neu gegründeten Staates Bosnien und Herzegowina und speziell auf die wichtigste muslimische Partei des Landes, die Stranka demokratske akcije (kurz SDA, „Partei der demokratischen Aktion“). Insbesondere Alija Izetbegović wurde eine wichtige Figur beim Entstehen der Republik und ihr erster Präsident.